# Desa Ngampon (administrativ by i Indonesien, lat -7,02, long 111,43)
Desa Ngampon är en administrativ by i Indonesien.   Den ligger i provinsen Jawa Tengah, i den västra delen av landet, 500 km öster om huvudstaden Jakarta.